# Michael Maze
Michael Maze (* 1. září 1981 Faxe) je bývalý dánský stolní tenista, levoruký hráč s klasickým držením pálky, jehož silnou stránkou byl forhend. Byl sponzorován a podporován japonskou značkou Butterfly. Působil v klubech Roskilde Bordtennis (Dánsko), Borussia Düsseldorf (Německo) a UMMC Jekatěrinburg (Rusko). Jeho nejlepším umístěním na světovém žebříčku bylo osmé místo v lednu 2010. Největším rivalem byl jeho vrstevník, Němec Timo Boll.
Stal se mistrem Evropy ve dvouhře mezi kadety v roce 1996 a mezi juniory v roce 1999. V roce 2004 spolu s Finnem Tugwellem získali bronzovou medaili ve čtyřhře na aténské olympiádě, v tomto roce také Maze vyhrál ve dvouhře turnaj Europe Top-12 a turnaj světové série Pro Tour v Aarhusu. V roce 2005 přispěl k vítězství dánského družstva na mistrovství Evropy ve stolním tenise a získal bronz na mistrovství světa ve stolním tenise, za tyto úspěchy byl zvolen dánským sportovcem roku. V roce 2007 skončil na ME třetí ve dvouhře, v roce 2009 byl druhý v soutěži družstev a stal se evropským šampiónem ve dvouhře. Také byl čtvrtfinalistou mistrovství světa 2009 a olympijských her 2012.
V březnu 2016 oznámil ukončení kariéry ze zdravotních důvodů.